# Regione di Cassowary Coast
La regione di Cassowary Coast è una Local Government Area che si trova nel Queensland. Essa si estende su una superficie di 4.701,3 chilometri quadrati e ha una popolazione di 27.668 abitanti. La sede del consiglio si trova a Innisfail.